# Libor Zabloudil
Libor Zabloudil (* 21. září 1971 Brno) je český cestovatel a podnikatel, od roku 2022 zastupitel městské části Brno-střed, nestraník za hnutí STAN.

## Život
Vystudoval střední pedagogickou školu. Nesouhlasil s komunistickým režimem, navštěvoval přednášky Václava Havla, během sametová revoluce v roce 1989 se postavil do čela živelného studentského hnutí.
Profesní dráhu začínal v letech 1990 až 2002 jako ústřední metodik zájmového spolku Zálesák, svaz pro pobyt v přírodě, kde měl na starosti metodické vedení mezinárodního svazu a přípravu ústředních akcí. V letech 2009 až 2010 působil jako projektový manažer restauračních provozů Kometa pub, kde byl jednatelem; v letech 2008 až 2022 byl obchodním partnerem v letecké společnosti X Air. Od roku 2009 spolupracuje s Fakultou sportovních studií Masarykovy univerzity na celoživotním vzdělávání, studentských stážích a praxích. Od roku 2002 je též předsedou spolku EDU event.
Následně se začal plně soustředit na cestovní ruch. V letech 2009 až 2022 byl manažerem a vedoucím moravských poboček cestovních kanceláří Adventura a China Tours. Od roku 1996 má formou OSVČ kulturní, sportovní a cestovní agenturu, od roku 2002 je jednatelem a ředitelem ve společnosti Zabloudil, Xtrem. Několikrát procestoval všechny kontinenty kromě Antarktidy. Je zakladatel paraglidingové a potápěčské školy, instruktorem lyžování a raftingu, taktéž šéfem projektu Motoexpedice.cz provázející české motorkáře po destinacích celého světa.
Libor Zabloudil žije v Brně, konkrétně v městské části Brno-střed.

## Politické působení
V komunálních volbách v roce 2014 kandidoval jako nezávislý za subjekt „A CO BRNO?“ do Zastupitelstva městské části Brno-střed i do Zastupitelstva města Brna, ale ani v jednom případě neuspěl. Ve volbách v roce 2018 kandidoval do obou těles jako nestraník za hnutí STAN, v případě městské části Brno-střed jako lídr kandidátky, ale opět nebyl zvolen.
Ve volbách v roce 2022 byl zvolen jako nestraník za hnutí STAN na kandidátce subjektu „Lidovci a Starostové“ zastupitelem městské části Brno-střed. Za stejné uskupení kandidoval též do Zastupitelstva města Brna, v tomto případě ale neuspěl.
Ve volbách do Senátu PČR v roce 2024 kandidoval jako nestraník za hnutí STAN v obvodu č. 59 – Brno-město. Se ziskem 7,69 % hlasů skončil na 6. místě a nepostoupil tak do druhého kola.